# Tunezja na letnich igrzyskach olimpijskich
Reprezentanci Tunezji po raz pierwszy pojawili się na letnich igrzyskach olimpijskich w 1960 roku. Zawodnicy z Tunezji nie wystąpili na igrzyskach w Moskwie w 1980 roku. Reprezentanci Tunezji zdobyli łącznie 15 medali.

## Medale dla Tunezji na letnich igrzyskach olimpijskich
| IO      | Liczba sportowców | złoto | srebro | brąz | Razem |
| ------- | ----------------- | ----- | ------ | ---- | ----- |
| IO 1960 | 42                | 0     | 0      | 0    | 0     |
| IO 1964 | 9                 | 0     | 1      | 1    | 2     |
| IO 1968 | 7                 | 1     | 0      | 1    | 2     |
| IO 1972 | 35                | 0     | 1      | 0    | 1     |
| IO 1976 | 15                | 0     | 0      | 0    | 0     |
| IO 1984 | 23                | 0     | 0      | 0    | 0     |
| IO 1988 | 41                | 0     | 0      | 0    | 0     |
| IO 1992 | 13                | 0     | 0      | 0    | 0     |
| IO 1996 | 51                | 0     | 0      | 1    | 1     |
| IO 2000 | 47                | 0     | 0      | 0    | 0     |
| IO 2004 | 54                | 0     | 0      | 0    | 0     |
| IO 2008 | 26                | 1     | 0      | 0    | 1     |
| IO 2012 | 84                | 1     | 1      | 1    | 3     |
| IO 2016 | 61                | 0     | 0      | 3    | 3     |
| IO 2020 | 63                | 1     | 1      | 0    | 2     |

## Medale według dyscyplin sportowych
| Klasyfikacja medalowa | Klasyfikacja medalowa | Klasyfikacja medalowa | Klasyfikacja medalowa | Klasyfikacja medalowa | Klasyfikacja medalowa |
| --------------------- | --------------------- | --------------------- | --------------------- | --------------------- | --------------------- |
| Miejsce               | Dyscyplina            | Złoto                 | Srebro                | Brąz                  | Razem                 |
| 1.                    | Pływanie              | 1                     | 0                     | 1                     | 4                     |
| 2.                    | Lekkoatletyka         | 1                     | 3                     | 1                     | 5                     |
| 3.                    | Boks                  | 0                     | 0                     | 2                     | 2                     |
| 4.                    | Szermierka            | 0                     | 0                     | 1                     | 1                     |
| =                     | Taekwondo             | 0                     | 1                     | 1                     | 2                     |
| =                     | Zapasy                | 0                     | 0                     | 1                     | 1                     |

## Medaliści letnich igrzysk olimpijskich z Tunezji

### Złote medale
- Mohammed Gammoudi – lekkoatletyka, bieg na 5000 metrów – Meksyk 1968
- Oussama Mellouli – pływanie, 1500 m stylem dowolnym – Pekin 2008
- Oussama Mellouli – pływanie, 10 km na otwartym akwenie – Londyn 2012
- Ahmed Hafnaoui – pływanie, 400 m stylem dowolnym – Tokio 2020

### Srebrne medale
- Mohammed Gammoudi – lekkoatletyka, bieg na 10 000 metrów – Tokio 1964
- Mohammed Gammoudi – lekkoatletyka, bieg na 5000 metrów – Monachium 1972
- Habiba Ghribi – lekkoatletyka, bieg na 3000 m z przeszkodami – Londyn 2012
- Mohamed Khalil Jendoubi – taekwondo,  do 58 kg mężczyzn – Tokio 2020

### Brązowe medale
- Habib Galhia – boks, waga lekkopółśrednia  – Tokio 1964
- Mohammed Gammoudi – lekkoatletyka, bieg na 10 000 metrów – Meksyk 1968
- Fethi Missaoui – boks, waga lekkopółśrednia – Atlanta 1996
- Oussama Mellouli – pływanie, 1500 m stylem dowolnym – Londyn 2012
- Inès Boubakri – floret indywidualnie kobiet – Rio de Janeiro 2016
- Marwa al-Amiri – zapasy, do 58 kg kobiet – Rio de Janeiro 2016
- Oussama Oueslati – taekwondo, do 80 kg mężczyzn – Rio de Janeiro 2016